# Rui de Matos de Noronha
Rui de Matos de Noronha, Conde de Armamar 1617 - 29 de Agosto de 1641).

## Biografia
Filho de António de Matos de Noronha, o Sancho Pança, e de sua mulher Dona Catarina da Silva, era sobrinho paterno do 5.º Bispo de Elvas, 122.º Arcebispo de Braga, Primaz das Espanhas e Inquisidor-Mor da Península D.Sebastião de Matos de Noronha.
Casou com Dona Joana de Vasconcelos, filha de D. João Luís de Vasconcelos e Meneses, Senhor de Mafra, etc, e de sua mulher Dona Maria Cabral de Noronha, sem geração. 
O título nobiliárquico de Conde de Armamar foi-lhe concedido pelo Rei D. Filipe IV de Espanha e III de Portugal, em Madrid, a 9 de Maio de 1639.
Membro da primeira nobreza dos reinos de Portugal e Espanha, consentiu em entrar na Conspiração de 1641, que o seu tio D. Sebastião de Matos e Noronha, Arcebispo de Braga, organizou contra D. João IV de Portugal, a favor do Rei de Espanha. Morreu decapitado em Lisboa, na Praça do Rossio, a 29 de Agosto de 1641.